# 松田元脩
松田 元脩（まつだ もとなが）は、戦国時代の武士。備前国富山城主。

## 生涯
松田元輝の子として誕生。永禄11年（1568年）7月5日、父や兄・元賢、松田氏の重臣数人と共に金川城にいた元脩は、宇喜多直家と通じた伊賀久隆の兵に金川城を包囲された事により、戦闘に巻き込まれた。この時、松田氏の重要人物が一堂に会していた詳しい事情を示した史料は見つかっていないが、松田氏の重要人物達を狙っての襲撃であったと考えられる。
そのまま2日間身動きが取れずに居たが、金川城落城の際に兄・元賢と共に城を退出。兄とは別行動で逃げ、雑兵に紛れて伊賀久隆の手勢の目を欺き、危機を脱した。しかし、金川城攻略と同時に元脩の居城である富山城にも宇喜多氏と伊賀氏の兵が仕向けられており、城主不在の富山城は金川城落城に併せて既に然したる抵抗も出来ずに落城していた。そのため、松田氏の重臣の多くは金川城で命を落とすか、宇喜多氏に恭順の意を示すかの行動をしていた。これにより兵を集めて反抗するどころか、行く宛てすら無くなってしまった元脩は、止む無く宇喜多氏の手を逃れるために備中国へと逃げ延びる。
その後、一説には因幡国の山名豊国に仕えたという。子孫は讃岐国に移住し、讃岐松田氏と詫間松田氏の2つに分かれた。元三越会長の松田伊三雄は元脩の子孫筋にあたるという。